# Ooencyrtus indefinitus
Ooencyrtus indefinitus är en stekelart som beskrevs av Svetlana N. Myartseva 1982. Ooencyrtus indefinitus ingår i släktet Ooencyrtus och familjen sköldlussteklar.
Artens utbredningsområde är Turkmenistan. Inga underarter finns listade i Catalogue of Life.